# Paul-Gustave van Hecke
Paul-Gustave van Hecke (Gent, 27 december 1887 - Elsene, 23 februari 1967), was een Belgisch journalist, auteur, kunsthandelaar en -promotor, couturier en organisator van filmfestivals. Hij onderhield goede relaties met onder anderen Frits Van den Berghe, Gustave De Smet en René Magritte.

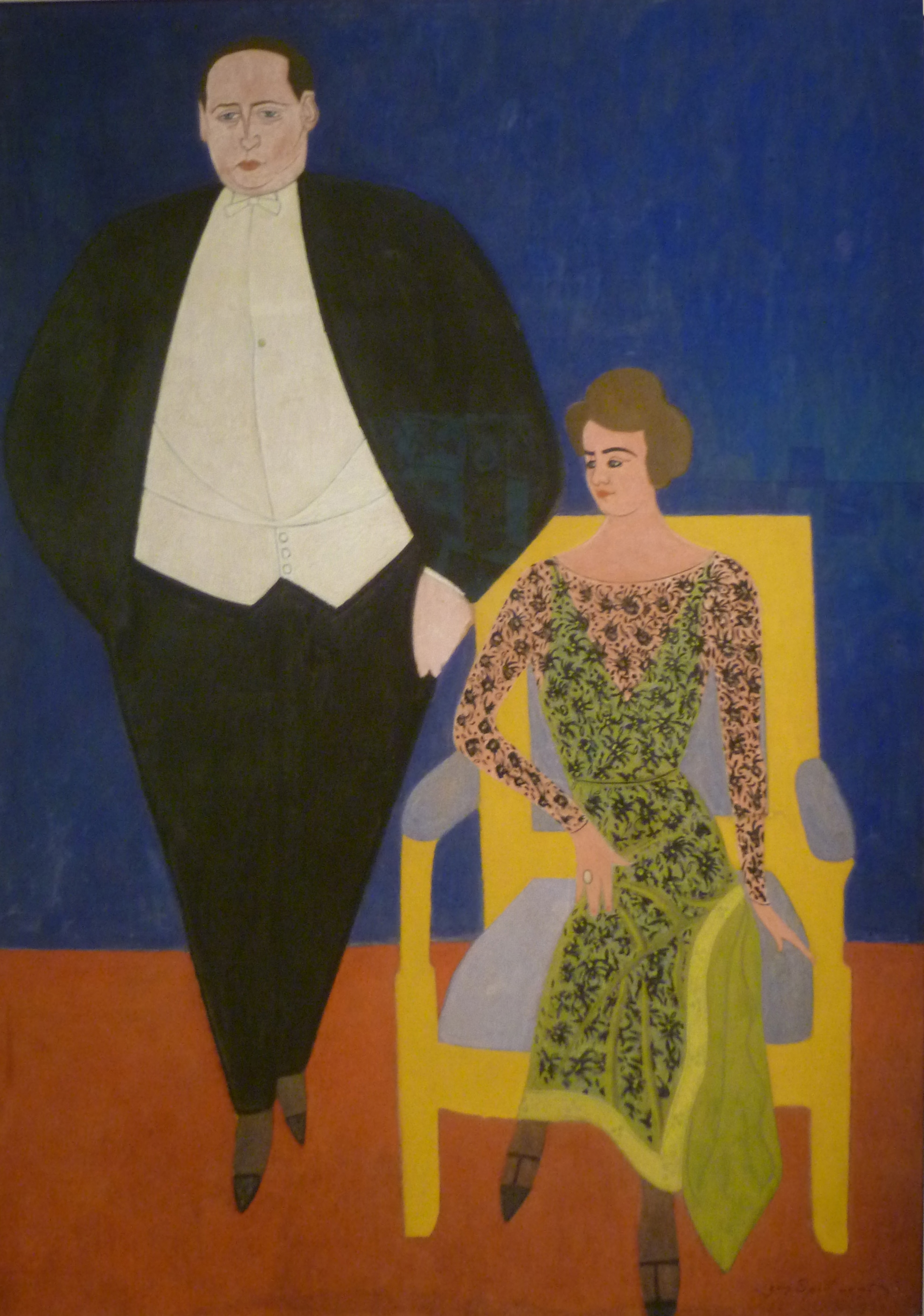
P.G. van Hecke en Norine door Léon Spilliaert (1920)

## Leven

### Jonge jaren
Van Heckes vader was aardappelhandelaar en kruidenier in Meulestede, een oude havenbuurt in Gent, en had goede contacten met onder anderen Edward Anseele en Paul Verbauwen van de Gentse arbeiderspartij. Na het overlijden van zijn vader in 1897, werd Paul Verbauwen zijn voogd. Van Hecke volgde lager middelbaar onderwijs en later een opleiding aan de nijverheidsschool.
Rond zijn zestiende kon Van Hecke dankzij Anseele aan de slag bij de Samenwerkende Weverij van Vooruit. Rond die tijd kwam hij ook in contact met Hendrik de Man met wie hij de ‘Socialistische Studiekring Gent’ oprichtte. Een jaar later, in 1905, was Van Hecke medestichter en secretaris van de Socialistische Jonge Wacht voor Beide Vlaanderens en publiceerde hij zijn eerste teksten in De Waarheid. Vlaamsch socialistisch maandschrift. Van Hecke werd spoedig een van de voortrekkers van de Socialistische Jonge Wachten in Gent.
Na een conflict binnen de redactie van De Waarheid nam Van Hecke ontslag als redacteur. Wat later verzaakte hij helemaal aan de politiek en koos resoluut voor een schrijvers- en toneelcarrière. In de winter van 1906-1907 was hij actief als acteur. Zijn eerste literaire publicatie was het socialistische tendensverhaal ‘Opgang’, dat tussen juni en september 1907 als feuilleton in De Waarheid verscheen. Ondertussen had hij met onder anderen Reimond Kimpe en Octaaf Steghers het literaire tijdschrift Nieuw Leven opgericht, waarvan het eerste nummer begin juli 1907 verscheen. In dit blad kon Van Hecke zijn niet langer ideologisch gekleurde proza kwijt en had hij de handen vrij om voluit te fulmineren tegen het erbarmelijke niveau van het theater in Vlaanderen. Deze onvrede leidde in januari 1909 tot de stichting van de Vlaamsche Vereeniging voor Tooneel- en Voordrachtkunst, die onder de technische leiding stond van de Nederlandse regisseur Arie vanden Heuvel, Jan Oscar De Gruyter als kunstleider had en Gust van Hecke als secretaris. Het belangrijkste wapenfeit van de vereniging werd de bejubelde opvoering op 10 april 1909 van Alfred Hegenscheidts Starkadd in de Minardschouwburg te Gent. Zowel Van Hecke als zijn toenmalige vriendin – Stella van de Wiele – kregen een rol in het stuk.
In mei 1909 vestigde hij zich in Sint-Martens-Latem om er zich volledig aan de literatuur te wijden. Tegelijk wierp hij zich op als de geestelijke leidsman van de tweede Latemse school – bestaande uit onder anderen Gust De Smet, Frits van den Berghe en Constant Permeke – drie schilders voor wie Van Hecke een levenslange bewondering zou koesteren.
Het typeert Paul-Gustave van Hecke dat hij steeds met een aantal projecten tegelijk bezig was en dat wanneer een project goed en wel op de rails stond, hij vlug zijn interesse verloor en – vaak na een al dan niet uitgelokt conflict – met iets anders begon. Zo liet hij de Vlaamsche Vereeniging voor Tooneel- en Voordrachtkunst en Nieuw Leven in de steek voor het kosmopolitisch georiënteerde maandblad De Boomgaard, dat in november 1909 op de markt kwam en waarmee hij min of meer de traditie van Van Nu en Straks wilde voortzetten. Het tijdschrift stond toen onder redactie van (naast Van Hecke zelf) André de Ridder, Gust van Roosbroeck, Edmond van Offel, Hugo van Walden en Paul Kenis, naast de twee Nederlanders Gerard van Eckeren en P.N. van Eyck. 
Om den brode was Van Hecke inmiddels in de journalistiek gegaan, eerst als redacteur van de Franstalige Antwerpse krant La Métropole, later werkte hij voor De Nieuwe Gazet. Daartoe verhuisde hij eind 1910 naar Antwerpen, waar hij Maria Barbery leerde kennen, wat op 4 juni 1912 tot een huwelijk leidde. In de praktijk hield dat slechts een paar jaar stand, maar de officiële scheiding werd pas in 1921 voltrokken. 
Het duurde tot januari 1913 voor Van Hecke een van zijn vele plannen voor alweer een nieuw tijdschrift kon realiseren. Onder redactie van Edmond van Offel, Victor de Meyere, Lode Baekelmans en Gust van Hecke verscheen toen De Tijd, algemeen Vlaamsch letterkundig tijdschrift. Daarin kon Van Hecke eindelijk nog eens een van zijn toneelstukjes kwijt: De verleider. Het korte bestaan van dit tijdschrift was voor een keer niet aan Van Heckes desinteresse te wijten maar, zoals dat gold voor de meeste Belgische literaire tijdschriften, aan het uitbreken van de Eerste Wereldoorlog in augustus 1914.

### Oorlogsjaren
Kort na het uitbreken van de oorlog verhuisde Van Hecke naar Brussel, waar hij zich verrassend genoeg engageerde in de Vlaamse Beweging. Zo was hij verslaggever voor Brussel van De Vlaamsche Post, een met Duitse steun opgerichte Gents dagblad onder leiding van Leo Picard, en hield hij op 11 juli van dat jaar zelfs de feestrede op de Guldensporenviering in het Vlaamsch Huis op de Grote Markt te Brussel.
In Brussel zocht Van Hecke dan maar opnieuw contact met oude bekenden, zoals Octaaf Steghers, en maakte hij nieuwe vrienden in Vlaamsgezinde kringen, onder hen Willem Gijssels, Adolf Clauwaert en Lodewijk Peerenboom. Met de twee laatsten nam hij in oktober 1915 de Brusselse schouwburg Alhambra over en vestigde er Het Vlaamsch Tooneel, dat op 15 december opende met een opvoering van Jezus de Nazarener van Raf Verhulst. In maart 1916 nam Van Hecke er ontslag om directeur te worden van de kleine Franse schouwburg La Bonbonnière gevestigd aan de Wolvengracht, dit zeer tot ongenoegen van zijn Vlaamse vrienden. Ook hier hield Van Hecke het slechts enkele maanden uit, want ondertussen had hij kennisgemaakt met Honorine Deschrijver met wie hij een couturezaak begon, die voor het einde van de oorlog tot een succes uitgroeide. Toen Van Heckes vrienden en kennissen na de oorlog naar België terugkeerden, vonden ze hem als couturier en als ‘bijna een rijk man’ terug. Hij zat nog steeds vol plannen, maar hij had nu ook de middelen om ze te verwezenlijken. Dat resulteerde in korte tijd in de oprichting van een uitgeverij, drie tijdschriften en een kunstgalerij.

### Culturele duizendpoot
In 1920 zag de uitgeverij Het Roode Zeil het licht met daaraan gekoppeld het gelijknamige ‘maandschrift voor kunst-letteren-leven’ waarmee Van Hecke en De Ridder de draad van De Boomgaard weer wilden oppikken. Het eerste nummer van Het Roode Zeil verscheen op 15 maart 1920 en opende met ‘Verzen’ van Karel van de Woestijne, onmiddellijk gevolgd door het eerste deel van het essay ‘Fashion’ door Johan Meylander, alias Paul-Gustave van Hecke. Van beide (deel)publicaties kwamen ook boekuitgaven door de uitgeversmaatschappij Het Roode Zeil. De fondslijst van deze uitgeverij bestaat uit slechts enkele publicaties: naast Karel van de Woestijnes dichtbundel, De Modderen Man (1920) en Van Heckes Fashion (1921), verscheen in 1920 ook nog de proto-surrealistische roman Mélusine van Franz Hellens en een toneelstuk van Georges Duhamel, La Lumière (1921). Het tijdschrift ging na 9 nummers (verdeeld over 6 afleveringen) wegens onrendabel ter ziele.
Maar niet getreurd: Van Hecke en zijn – ondanks geregelde tribulaties – trouwe en bovendien ook niet onbemiddelde Antwerpse vriend André de Ridder hadden ondertussen al een ander, nu Franstalig blad in druk: Sélection. Aanvankelijk was het niet meer dan een catalogusachtig, geïllustreerd kunstblaadje van 16 bladzijden dat overzichten en beschouwingen bevatte bij de tentoonstellingen in Sélection, Atelier d’Art contemporain, de galerie die Paul-Gustave van Hecke, André de Ridder en Gust de Smet in juli 1920 in Brussel geopend hadden. Vooral door toedoen van de onvermoeibaar gedreven De Ridder zou het blad tot een belangrijk kunsttijdschrift uitgroeien en een van Van Heckes succesvolste initiatieven worden. Sélection bleef als tijdschrift bestaan tot in juli 1927. Daarna verscheen het nog enkele jaren op onregelmatige tijdstippen als cahiers die hoofdzakelijk gewijd waren aan één kunstenaar. Zo verschenen er nummers over de bevriende artiesten Frits van den Berghe en Gust de Smet, maar ook over Ossip Zadkine, Marc Chagall en Giorgio de Chirico. Het laatste nummer verscheen pas in 1933. De galerie Sélection daarentegen moest, opnieuw om redenen van rendabiliteit, binnen de twee jaar de deuren sluiten. Ook het in mei 1921 alweer door Van Hecke en De Ridder opgerichte literaire tijdschrift Signaux de France et de Belgique hield het amper een jaar uit.
Het moge duidelijk zijn dat Van Hecke en De Ridder resoluut voor het Frans gekozen hadden om hun ideeën uit te dragen. Op die manier hoopten ze een groter publiek te bereiken voor op de eerste plaats hun geliefkoosde Vlaamse expressionisten als Frits van den Berghe en Gust de Smet. André de Ridder onderbouwde zijn liefde voor het Vlaamse expressionisme in het grote essay Le génie du Nord (1925). Van Hecke zette zijn ideeën over kunst uiteen in de brochure Pour réparer le retard et le malentendu. Une explication illustrée de reproductions de tableaux anciens et modernes (1921). Die brochure was een uitgave van de Editions Sélection die ook Van Heckes drie Franstalige dichtbundels Fraîcheur de Paris en Miousic (beide 1921), en in 1924 Poèmes 1920-1923 op de markt bracht.
In oktober 1928 opende Van Hecke in Brussel een nieuwe kunstgalerij, L’Époque, waarvan hij de dagelijkse leiding aan E.L.T. Mesens toevertrouwde. Enkele maanden later, in mei 1928, verscheen het eerste nummer van Variétés. Revue mensuelle illustrée de l’esprit contemporain. Variétés was een rijk geïllustreerd maandblad waarin aandacht werd besteed aan zowat alles wat de toenmalige lezer die mee was met zijn tijd kon boeien. In het eerste nummer vinden we bijvoorbeeld een Franse vertaling van Van Ostaijens ‘Alpenjagerslied’ (met tekeningen van James Ensor en Joseph Cantré); reproducties van werk van onder meer Wassily Kandinsky, Giorgio de Chirico, Max Ernst en Gust de Smet; foto’s van Miss België (gekleed door modehuis Norine) en van Madame Norine poserend bij het nieuwste model van het Franse automerk Chenard & Walcker; een still uit de film Combat de boxe van Charles Dekeukeleire en voorts besprekingen van boeken, grammofoonplaten, concerten en tenstoonstellingen.
Zowel in zijn tentoonstellingen in L’Époque als in Variétés valt Van Heckes toenemende belangstelling voor het surrealisme op, wat uitmondde in een speciaal nummer Le surréalisme en 1929 dat in mei 1929 verscheen. Vermeldenswaard is in dit verband ook Van Heckes relatie met René Magritte, met wie hij al vanaf 1924 samenwerkte: eerst liet hij Magritte publiciteitstekeningen maken voor Couture Norine en later promootte en verkocht hij Magrittes werk in binnen- en buitenland. Andere Belgische surrealisten zoals Paul Delvaux en Marcel Mariën konden ook op zijn steun en waardering rekenen.
De economische crisis die in het begin van de jaren ’30 hevig woedde, noopte Van Hecke eerst om L’Époque over te laten aan Le Centaure en vervolgens Variétés op te doeken. In 1933 ging hij over tot een vrijwillige openbare verkoop van zijn indrukwekkende privéverzameling om op die manier Couture Norine van de ondergang te redden, wat ternauwernood lukte.
Om niet alleen afhankelijk te zijn van de onzekere inkomsten van de mode was Van Hecke sedert eind 1931 al opnieuw aan de slag gegaan als journalist, deze keer bij de Gentse socialistische krant Vooruit, waar hij in 1933 aan de wieg stond van de rubriek Geestesleven en in 1938 Gust Balthazar opvolgde als hoofdredacteur. Bij het uitbreken van de Tweede Wereldoorlog vluchtte hij met de redactie naar Frankrijk. Bij hun thuiskomst na de Belgische capitulatie vonden ze de krant in Duitse handen.
Tijdens de oorlog probeerde Van Hecke de inkomsten van het modehuis aan te vullen met het verhandelen van schilderijen van onder meer Magritte, Permeke en Gust de Smet. In de loop van 1943 kwam hij in dienst van Angèle Manteau om de Franstalige poot van haar uitgeverij – Éditions Lumière – op te starten en te leiden. Hij gaf er werk uit van André de Ridder, Henri Vandeputte, Franz Hellens en anderen. Daarnaast kreeg hij in 1944 de leiding van Manteaus weekblad Zondagspost, een job die hij vanaf 1945 combineerde met het hoofdredacteurschap van de Franstalige socialistische krant Le Peuple, waar hij begin 1946 alweer opstapte. Zijn samenwerking met Manteau eindigde ongeveer een jaar later.

### Film
Van Hecke, die altijd al een bijzondere interesse voor film aan de dag had gelegd (in Vooruit publiceerde hij tientallen filmkritieken en hij schreef ook het scenario voor een publiciteitsfilm voor de krant), probeerde nu aan de kost te komen in de filmwereld. In juni 1947 organiseerde hij in Brussel het eerste Festival mondial du film et des beaux-arts. De tweede editie van het Internationale Filmfestival vond in de zomer van 1949 plaats in de mondaine badplaats Knokke. Tegelijkertijd organiseerde hij in het plaatselijke casino de tentoonstelling ‘Het Vlaamse Zeelandschap in de moderne schilderkunst’. De zomertentoonstellingen zouden een jaarlijkse traditie worden. In 1950 werd hij directeur-generaal van de Société des Cinémas Pathé en beheerde hij verschillende filmzalen in de Belgische hoofdstad, waaronder Marivaux en Pathé Palace.
Tijdens het decennium dat volgde, hield Van Hecke zich vooral bezig met de filmprogrammatie en de organisatie van de kunsttentoonstellingen in het casino van Knokke. Begin van de jaren ’60 kreeg hij te kampen met steeds toenemende gezondheidsproblemen en trok hij zich zo goed als terug uit het openbare leven. Paul-Gustave van Hecke overleed op 23 februari 1967 in de Brusselse gemeente Elsene.

## Publicaties
- De Schoone Droom (Flandria, Antwerpen 1911)
- Fashion, onder het pseudoniem Johan Meylander (Het Roode Zeil, Brussel 1921)
- Fraîcheur de Paris (Ed. Sélection, Bruxelles 1921)
- Miousic (Ed. Sélection, Bruxelles 1921)
- Pour réparer le retard et le malentendu (Ed. Sélection, Bruxelles 1921)
- Poèmes 1920-1923 (Sélection, Anvers 1924)
- Gustave De Smet. Sa vie et son œuvre, met Emile Langui (Ed. Lumière, Bruxelles/Paris 1945)
- Frits van den Berghe (De Sikkel, Antwerpen 1948)